# Elect The Dead Symphony
Elect the Dead Symphony é o primeiro álbum ao vivo lançado pelo cantor do System of a Down, Serj Tankian.  Disponível nos formatos CD, CD/DVD, LP e Download Digital. Tem a participação da Orquestra Filarmônica de Auckland no Auckland Town Hall em Auckland, Nova Zelândia. O material para o álbum vem do álbum de estreia de Tankian, "Elect the Dead" com algumas canções inéditas. 
Elect the Dead Symphony foi lançado em 23 de fevereiro de 2010 no iTunes e em 9 de março de 2010 em todos os outros formatos.

## Faixas
| N.º            | Título                                                        | Duração |  |
| 1.             | "Feed Us"                                                     | 7:29    |  |
| 2.             | "Blue"                                                        | 3:15    |  |
| 3.             | "Sky Is Over"                                                 | 3:09    |  |
| 4.             | "Lie Lie Lie"                                                 | 3:58    |  |
| 5.             | "Money"                                                       | 3:29    |  |
| 6.             | "Baby"                                                        | 3:41    |  |
| 7.             | "Gate 21"                                                     | 2:49    |  |
| 8.             | "The Charade"                                                 | 4:30    |  |
| 9.             | "Honking Antelope"                                            | 3:49    |  |
| 10.            | "Saving Us"                                                   | 4:55    |  |
| 11.            | "Elect the Dead"                                              | 3:08    |  |
| 12.            | "Falling Stars"                                               | 3:24    |  |
| 13.            | "Beethoven's Cunt"                                            | 3:29    |  |
| 14.            | "Empty Walls"                                                 | 3:57    |  |
| 15.            | "The Charade" (versão de estúdio; Durante os créditos no DVD) | 3:33    |  |
| Duração total: | Duração total:                                                | 1:03:00 |  |